# Guégon
Guégon (in bretone: Gwegon) è un comune francese di 2 444 abitanti situato nel dipartimento del Morbihan nella regione della Bretagna.

## Storia

### Simboli
I tre campanili rappresentano le parrocchie di Guégon, Trégranteur e Coët-Bugat; le fasce ondate simboleggiano i corsi d'acqua Sedon e Oust che attraversano il comune; l'armellino ricorda all'apparenza alla Bretagna; le spighe di grano sottolineano la vocazione agricola della zona.

## Società

### Evoluzione demografica
Abitanti censiti